# Index Plantarum Horti Caesarii Regii Botanici Pragensis
Index Plantarum Horti Caesarii Regii Botanici Pragensis (abreviado Index Hort. Bot. Prag.) es un libro con ilustraciones y descripciones botánicas que fue escrito por el médico, y botánico bohemio Vincenz Franz Kosteletzky y publicado en Praga en el año 1844.